# 池口正剛
池口 正剛（いけぐち せいごう）は、日本の実業家。フュージョン・コミュニケーションズ代表取締役社長や、楽天コミュニケーションズ代表取締役社長を務めた。

## 人物・経歴
神奈川県横浜市出身。浅野高等学校を経て、東北大学理学部物理学科卒業。1987年リクルート入社。2007年10月楽天入社。フュージョンコミュニケーションズ代表取締役副社長を経て、2014年からフュージョンコミュニケーションズ代表取締役社長を務め、楽天モバイルの展開などにあたった。2015年楽天コミュニケーションズ代表取締役社長。2018年より株式会社オーネット取締役副社長。2021年4月に株式会社グッド・フォー・オールを設立。2021年5月より株式会社プロディライト社外取締役（2024年11月退任）。